# Kholegaun Khanigaun
Kholegaun Khanigaun of Khanigaun is een dorpscommissie in Nepal. Het dorp ligt in de bestuurlijke zone Bagmati, district Nuwakot. Kholegaun Khanigaun had 5670 inwoners (2001), in 2011 nog 5.330.